# 松川星
松川 星（まつかわ あかり、1996年（平成8年）10月10日 - ）は、日本の女優。ファッションモデル。神奈川県出身。

## 来歴
2013年、高校2年の時に、芸能事務所ライジングプロダクションからのスカウトにより芸能界入り。  
初仕事は、2014年OAのカンロ「PUREグミ」のCM。同年7月期に放送された映画『近キョリ恋愛』公開前のスピンオフドラマ『近キョリ恋愛〜Season Zero〜』（日本テレビ系）で女優デビューを果たす。  
2015年4月に大学に進学。同年4月期の『恋愛時代』（日本テレビ系）で、比嘉愛未演じる主人公の妹役を演じて注目を集める。  
2018年4月、ショートドラマ『15歳、今日から同棲はじめます。』にて初主演。 
2019年3月、大学を卒業。同年4月より『めざましテレビ』（フジテレビ）内のトレンド情報コーナー「イマドキ」でイマドキガールを務める。 
2021年11月より、事務所の先輩 朝日奈央がMCを務める「EVER GREEN」（関西テレビ）の準レギュラーに。  
2022年11月を以って、約9年間所属したライジングプロダクションを退所。 
2023年7月12日、WYS Relationに移籍したことをX(旧Twitter)にて発表。  
2025年5月、ファッションメディア「JJ」の専属モデルに就任。

## 人物
一人っ子。愛称は「あかりん」。 特技はフィギュアスケート（5級）。趣味はダンス。 敬愛する有名人は、桐谷美玲。 乃木坂46のファンであり、仕事で白石麻衣 本人役を演じたこともある。メンバーの向井葉月や佐藤楓とプライベートで交友がある。 

## 出演

### テレビドラマ
- 近キョリ恋愛〜Season Zero〜（2014年7月19日 - 10月12日、日本テレビ） - 綿貫アキ 役
- 学校のカイダン（2015年1月10日 - 3月14日、日本テレビ） - 漆山桜奈 役
- 恋愛時代（2015年4月2日 - 6月18日、読売テレビ・日本テレビ） - 衛藤しず夏 役[6]
- ホテルコンシェルジュ 第8話（2015年9月1日、TBS） - 倉持七瀬 役
- 黒崎くんの言いなりになんてならない（2015年12月22日 - 23日、日本テレビ） - 小柳絵麻 役
- お迎えデス。（2016年4月23日 - 6月18日、日本テレビ） - 真奈美 役
- バスケも恋も、していたい 第3話（2016年9月21日、フジテレビ）
- 嘘の戦争 第1話（2017年1月10日、関西テレビ・フジテレビ） - 五十嵐智香 役
- 人は見た目が100パーセント 第3話（2017年4月27日、フジテレビ） - 女子高生 役
- 15歳、今日から同棲はじめます。（2018年4月7日 - 6月30日、TOKYO MX） - 主演・真木日和 役[7]
- ザンビ 第8話・第9話（2019年3月13日・20日、日本テレビ） - 山中莉子 役
- だから私は推しました（2019年7月27日 - 9月14日、NHK総合） - 麦田詩織 役
- レンタルなんもしない人 第1話・第2話・第4話・第8話（2020年4月8日・15日・29日、5月27日、テレビ東京） - 谷川まりあ 役
- MIU404 第7話（2020年8月7日、TBS） - 紗江 役
- リコカツ 第2話・第3話・第9話（2021年4月23日・30日・6月11日、TBS） - 松山あざみ 役[14]
- 奪い愛、高校教師（2021年12月28日 - 31日、テレビ朝日 / ABEMA） - 晴山五月 役

### 配信番組
- 恋愛ドラマな恋がしたい～Kiss me like a princess～（2022年5月15日 - 7月31日、AbemaTV）
- いじめられっ子は社長夫人？！（2024年7月 - 、TopShort）[15]
- 一夜だけの秘密、永遠の恋のはじまり？ (2025年6月 - 、 Vigloo ビグルー) ミナヅキハルカ役

### 映画
- MARS〜ただ、君を愛してる〜（2016年6月18日、ショウゲート） - 佐藤美鈴 役
- ジョジョの奇妙な冒険 ダイヤモンドは砕けない 第一章（2017年8月4日、東宝） - 奈央 役
- 恋と嘘（2017年10月18日、ショウゲート） - 菜々美 役
- 春待つ僕ら（2018年12月14日、ワーナー・ブラザース映画）
- PRINCE OF LEGEND（2019年3月21日、東宝）
- 見えない目撃者（2019年9月20日、東映） - 藤井明日香 役
- スーパーミキンコリニスタ（2020年10月10日、FUJI Q CINEMA）

### 情報・バラエティ番組
- キミスタ（2018年4月11日 - 6月13日、テレビ東京）
- 痛快TV スカッとジャパン（フジテレビ） 
  - 2018年11月12日 - 森田乙葉 役[16]
  - 2019年11月25日 - 羽多野愛 役[17]
- めざましテレビ 「イマドキ」（2019年4月4日 - 2022年4月1日、フジテレビ） - イマドキガール[9]
- 中居正広の金曜日のスマイルたちへ（2019年10月11日、TBS） - 浜崎あゆみ 役
- 行列のできる法律相談所（2020年2月9日、日本テレビ） - 白石麻衣 役
- キスマイ超BUSAIKU!?（2020年3月5日[18]・4月9日[19]・16日[20]・23日[21]・6月11日[22]・2023年3月24日[23]、フジテレビ） - マイコ 役
- EVER GREEN（2021年11月14日- 、関西テレビ） - 準レギュラー
- お願い!ランキング「ツインテール姉妹」（2022年2月3日、テレビ朝日）

### CM
- カンロ株式会社 「PUREグミシリーズ」篇（2014年）
- 東日本旅客鉄道 「JR SKISKI」（2014年 - 2015年）
- 小林製薬 「アットノン」（2015年）
- 高須クリニック 「シンデレラ」篇（2016年）
- 花王 ソフィーナ プリマヴィスタ 皮脂くずれ防止 化粧下地 「脱・油田ピンチ篇」（2019年）

### 広告
- LINEモバイル（2019年） 【PR】
- MARVEL STORE by SMALL PLANET（2021年12月）[24]

### インターネット
- motti-tokyo（モッティ・トウキョウ） 「ストリートスナップ・クロニクル」（2013年）
- minimo「ミニモテク」（2018年） [25]
- シチズン時計「wicca」（2020年）[26]

### MV
- 中谷優心「キャンディーキッス」（2016年8月1日）
- 梅澤美波「AMERICAN DIENER」（2018年11月14日）
- マルシィ「凪」（2023年11月29日）